# Gliese 581 g
Gliese 581 g (pronunciação: /ˈɡliːzə/) ou Gl 581 g é um dos pelo menos seis planetas extrassolares encontrados em órbita de Gliese 581, uma estrela anã vermelha M3V a 20,3 anos-luz de distância da Terra, na Constelação de Libra (Balança).
A descoberta de Gliese 581 g foi anunciada em 29 de setembro de 2010, e acredita-se ser o planeta mais semelhante à Terra, e o melhor candidato exoplaneta com potencial para abrigar vida encontrada até hoje.
Gliese 581 g é um dos seis planetas do sistema em torno da estrela Gliese 581 (uma anã vermelha, que fica na Constelação de Libra), tem uma massa três vezes superior à da Terra e parece ser rochoso. Orbita a sua estrela a uma distância que o coloca bem no centro da chamada “zona habitável”, onde a água poderá existir em estado líquido à superfície do planeta. Se Gliese 581 g possuir uma composição rochosa semelhante à da Terra, seu diâmetro pode ser estimado entre cerca 1,2 a 1,4 vezes superior ao da Terra, portanto terá gravidade suficiente para conseguir reter a sua atmosfera.

## Descoberta
A descoberta, que resulta de 11 anos de observações, foi feita por cientistas da Universidade da Califórnia, Santa Cruz, e do Instituto Carnegie, em Washington. Foi anunciada em comunicado de imprensa, e colocada online, no sítio de publicação de artigos de investigação da área da física arXiv.org, mas será também publicada na revista científica “Astrophysical Journal”. No entanto, pesquisas posteriores não tem conseguido confirmar a existência do planeta.

## Habitabilidade

Órbita dos planetas do sistema Gliese 581.

Para os astrofísicos, um planeta “potencialmente habitável” é aquele que pode sustentar vida – não necessariamente um que os humanos considerem bom para se viver. Este fica bem no meio da zona habitável do seu sistema estelar – onde não fica demasiado quente nem demasiado frio, onde pode haver rios e oceanos à superfície.

### Translação e Rotação do planeta
Um ano em Gliese 581 g dura 370 dias; é este o tempo que leva a completar uma volta à sua estrela. Devido à proximidade com sua estrela-mãe foi prevista a ocorrência de um fenómeno chamado acoplamento de maré, em que o planeta mostra sempre a mesmo lado para a estrela, tal como a Lua mostra sempre a mesma face para a Terra. Assim, no lado do planeta virado para o Sol é sempre dia e no que fica na obscuridade; a noite é eterna.

### Gravidade
Segundo o astrónomo Steve Vogt, é uma Super-Terra de gravidade relativamente agradável. A gravidade na superfície seria praticamente a mesma ou ligeiramente maior que a da Terra, de modo que um astronauta poderia caminhar, sem grandes problemas, ereto na superfície do planeta, afirmou Vogt.

### Temperatura
As temperaturas à superfície oscilam, por isso, entre o calor escaldante e o frio de enregelar; mas a temperatura média é negativa: -31 a 40 graus Celsius, segundo um comunicado de imprensa da Universidade da Califórnia em Santa Cruz. Mas, se tiver uma atmosfera, poderá ter um efeito de estufa capaz de harmonizar melhor as condições na superfície.
No entanto, o local mais confortável do planeta seria a zona de transição entre a obscuridade e a luz, onde as temperaturas seriam mais amenas, dizem os cientistas. Mas o facto de o planeta estar dividido em duas zonas claramente definidas e estáveis pode ser uma vantagem para que surja a vida. “Quaisquer formas de vida que surgissem no planeta teriam uma grande variedade de climas estáveis para evoluir, dependendo da longitude em que se encontrassem”, comentou Steven Vogt, um dos coordenadores da equipe.

### Atmosfera
Mas a temperatura não é tudo, havendo ainda outros desafios a ultrapassar. Um dos co-autores da descoberta Steve Vogt, explica. “Se a atmosfera for composta por amónia, poderá ser difícil… se forem gases convencionais como o oxigénio e o dióxido de carbono, esse tipo de gases… é claro que há todas as razões para pensar que a vida tal como a conhecemos possa lá existir”.

## Uma Nova Era das Descobertas
Talvez o mais interessante desta descoberta é o que traz em termos de implicações sobre a probabilidade de as estrelas terem pelo menos um planeta habitável na sua órbita. Dado o número relativamente pequeno de estrelas monitorizado pelos astrónomos caçadores de planetas, esta descoberta aconteceu relativamente depressa: se os planetas habitáveis são raros, diz Vogt, “não devíamos ter achado um tão depressa, e tão perto de nós.”
A conclusão dele é otimista: “O número de sistemas solares com planetas potencialmente habitáveis é, provavelmente, da ordem dos 10 ou 20 por cento. Quando se multiplica isto pelas centenas de milhares de milhões de estrelas da Via Láctea, obtemos um número gigantesco. Pode haver dezenas de milhares de milhões de sistemas solares com planetas habitáveis na nossa galáxia.”
A equipa extra-oficialmente adoptou o nome  "Zarmina's World" para o planeta. No momento, segundo a IAU, não existe um sistema acordado para a designação de planetas que orbitam em torno de outras estrelas, nem há qualquer plano para criar um sistema de nomeação de planetas extra-solares. A tendência que está a ganhar mais destaque usa uma letra minúscula (começando com "b") para estender a designação da estrela, então "Gliese 581 g" provavelmente vai continuar a ser o nome oficial.